# Episodi di Kung Fu Panda: Il cavaliere dragone (seconda stagione)
La seconda stagione della serie animata Kung Fu Panda - Il cavaliere dragone, composta da 12 episodi, è stata interamente pubblicata dal servizio di streaming on demand Netflix il 12 gennaio 2023 in tutti i paesi in cui il servizio è disponibile.
| Nº | Nº | Titolo originale              | Titolo italiano                       | Pubblicazione   |
| -- | -- | ----------------------------- | ------------------------------------- | --------------- |
| 12 | 1  | The Liar and the Thief        | La ladra e la bugiarda                | 12 gennaio 2023 |
| 13 | 2  | One Last Job                  | Un ultimo lavoro                      | 12 gennaio 2023 |
| 14 | 3  | Doom and Groom                | Le nozze del destino                  | 12 gennaio 2023 |
| 15 | 4  | The Pinging                   | La possessione del signor Ping        | 12 gennaio 2023 |
| 16 | 5  | Mister Mastodon               | Maestro Mastodonte                    | 12 gennaio 2023 |
| 17 | 6  | Hide the Lightening           | I cerchi nascosti                     | 12 gennaio 2023 |
| 18 | 7  | The Beast                     | La Bestia                             | 12 gennaio 2023 |
| 19 | 8  | An Uphill Battle              | Una battaglia tutta in salita         | 12 gennaio 2023 |
| 20 | 9  | The Mad Scientist             | La scienziata pazza                   | 12 gennaio 2023 |
| 21 | 10 | Apok-ta-pocalypse Now: Part 1 | Apok-ta-pokalypse Now (prima parte)   | 12 gennaio 2023 |
| 22 | 11 | Apok-ta-pocalypse Now: Part 2 | Apok-ta-pokalypse Now (seconda parte) | 12 gennaio 2023 |
| 23 | 12 | Epic Lunar New Year           | Un epico Capodanno lunare             | 12 gennaio 2023 |